# Iglesia de Santi Primo e Feliciano
La Iglesia de Santi Primo e Feliciano es una iglesia católica romana de estilo románico ubicada en el centro de la ciudad de Pavía, Lombardía.

## Historia
Una iglesia en el lugar está documentada desde el siglo XII, sobre restos de edificios romanos: las excavaciones arqueológicas realizadas entre 2008 y 2009 en el patio de la iglesia revelaron restos de edificios y tumbas de la Antigüedad tardía. Perteneció a un colegio de canónigos regulares que, en 1354, se convirtieron en miembros de la Orden de los Servitas, y así permanecieron hasta el siglo XVIII. El convento fue suprimido en 1810.

## Arquitectura
La estructura original tenía tres naves, pero en el siglo XV se añadió una nave adicional. En el siglo XVI la iglesia quedó reducida a una sola nave, con el derribo del ábside anterior. La fachada se enriquece en la parte terminal con una galería ciega con arcos colgantes entrelazados que coronan la parte superior. La primera capilla de la derecha alberga una Virgen con el Niño con el Beato Bertoni y San Juan Bautista (1498) de Agostino da Vaprio.
El bisel superior presenta un fresco que representa a Dios Padre. El crucero presenta un gran lienzo que representa el Martirio de San Lorenzo de Marcantonio Pellini (1664-1760). El presbiterio tiene dos frescos laterales que representan las Vidas de los santos Primo y Feliciano (1860) de Paolo Bardotti. Representan el juicio de los santos de la izquierda y el martirio de los santos de la derecha. La primera capilla a la izquierda presenta una Crucifixión con San Pellegrino de Sabbadini.
A la izquierda de la pila bautismal hay una estatua de mármol pintada de San Blas del siglo XIV. En la contrafachada hay una Virgen con el Niño pintada atribuida a la escuela de Bernardino Luini. En la parte trasera de la nave gótica anexa a la iglesia hay un gran fresco que representa a Cristo con los Apóstoles en la parte superior y, en la parte inferior, a la Virgen rodeada de dos ángeles que llevan las almas del Purgatorio, mientras que otras pinturas en las bóvedas se representan el escudo de armas de los Sforza y los leones con casco, una compañía de Galeazzo Maria Sforza, estas obras se realizaron entre 1460 y 1491.